# 台師大女足抽血案
台師大女足抽血案起源於2024年11月，台師大學生簡奇陞揭露國立台灣師範大學的女子足球教練周台英，在中華民國國家科學及技術委員會精準運動科學研究計畫執行期間，要求學生配合抽血實驗，並以扣除畢業學分威脅不配合的學生。該研究計畫長達數年，周台英藉此研究計畫發表論文，並取得博士學位。此案引發台灣社會對學術倫理、校園霸凌、體育教育權力不對等的討論。

## 案件經過

### 研究執行
國立台灣師範大學女子足球隊教練周台英要求球員配合國科會精準運動科學研究計畫「建構新世代精準女性足球運動生心理、傷害及表現的智慧感測與衡鑑平台」。學生於在學各寒暑假期間，須連續14天、每天至少採取一管血液樣本，抽血時間從早上5點持續至晚上9點，若不配合就以「扣4年32學分」作為威脅。實驗初期，抽血工作由學長或「阿姨」代勞，而非專業醫護人員，且由於採血頻繁，故時常無法抽到血管，球員通常被扎針數次。周台英並未說明人體實驗目的，事後才要求學生補簽同意書。
該研究含3個子計畫，主持人包括該校體育與運動科學系教授陳忠慶、國立中央大學認知神經科學研究所所長阮啟弘，分別獲得904萬元、889萬5千元、900萬元補助，受試者經費卻遭教練以「球隊經費」名義回收。

### 案件曝光
2024年11月28日，簡奇陞揭發台師大女足隊學生被強迫抽血達3至7年。29日，台師大完成校安通報，暫停周台英及助理教練等人職務，依據校園霸凌防制準則啟動調查，並聲明「參與學生均事先知情且同意」、「所有檢測均委託長庚醫院或合法醫事檢驗所執行」。12月3日，陳培瑜再開記者會，指出校方聲明不符事實，而周台英在事件曝光當晚威脅學生、試圖抓出吹哨者。
2025年3月5日，監察委員蔡崇義、賴鼎銘針對此案申請自動調查，認為事涉受試者自主權益，調查重點包括受試者召募過程、是否違反研究倫理、審查監督管理機制、是否涉及霸凌等。
4月10日，台師大霸凌調查委員會認定周台英校園霸凌，建議予以解聘、2年不得聘任為教師，移請三級教師評審會審議。然而，教師評審會未採納解聘建議，僅對周台英處以不予晉薪等行政處分。台師大研究倫理審查委員會調查確認違規後，教育部於5月19日召開專案會議，認定台師大及其研究倫理審查會未善盡監督、查核責任，屬情節重大，對陳忠慶等人分別處50萬元罰鍰，且1年內不得申請政府機關或政府捐助成立之財團法人研究經費補助。針對台師大，則處110萬元罰鍰，命令停止受理新案人體研究審查，限期3個月改善函報教育部。
7月中旬，多名受害學生不滿校方處理態度，在Threads公開事發經過及抽血影片。15日，立委陳培瑜、吳沛憶、范雲與人本教育基金會執行長馮喬蘭、台師大學生會長共同召開記者會，指出此案涉及《中華民國刑法》強制罪及侵占罪，要求教育部一週內向司法機關提出告發，其中一位學生簡奇陞摘下墨鏡，具名指控案情經過。同日，衛福部次長林靜儀表示，教育部與監察院已著手調查，將視結果評估後續處置。台師大則發佈新聞稿致歉，指出校方教評會係考量競技運動團隊管理、教育的特殊性，做出「次學年起不予晉薪」、「不得超授鐘點」、「不得在校內外兼職兼課」、「不得申請留職留薪出國研究或進修」、「不得擔任校內各級教評會委員或行政、學術主管」五項懲處，全案報教育部備查。

### 案件調查
7月中旬，陳忠慶與周台英曾發表之各學術論文之期刊出版社陸續接獲檢舉，調查此案是否涉及違反人體研究倫理。
7月16日，台北地檢署將此案分他字案偵辦。行政院院長卓榮泰亦要求國科會停止該計畫，台師大應給予涉案教師最嚴厲懲處。隔日，立委陳培瑜、吳沛憶、范雲陪同學生代表簡奇陞前往教育部，達成7點共識，包括成立單一申訴窗口、成立跨部會專案小組、撤銷周台英教練證等。簡奇陞表示，該共識符合學生訴求。
19日，台師大校長吳正己、陳忠慶、周台英等人偕同召開記者會。教練周台英向受害學生鞠躬，首度公開致歉。主持人陳忠慶表示，計畫第一年出國研究，並未注意執行細節，已寫信跟期刊單位要求撤稿，並且全力配合司法調查。此外，陳忠慶澄清並未1天抽血3次，而是1天抽1次。校長吳正已則發表5點承諾，將在2周內完成懲處。同日晚間，台師大校評會對周台英作出「暫時停聘」處分。
23日，中華民國足球協會，正式註銷教練周台英之教練證，並依《特定體育團體建立運動教練資格檢定及管理辦法》第13條規定，禁止其終身申請教練資格檢定。根據台灣足球發展協會理事長石明謹說法，此處分已通報国际足球联合会與亚洲足球联合会並同步執行，具全球效力。禁令涵蓋所有與足球相關的正式與非正式活動，包括教練、行政、轉播球評、現場觀賽、出席賽事、媒體評論等，即使是民間企業或業餘球隊邀請其擔任領隊，或媒體單位聘為球評，該單位亦可能因此喪失參與官方足球比賽、賽事轉播、聯盟活動資格。石明謹表示，此為「最高等級裁罰」，等同於周台英已被列入全球足球界「永久黑名單」。
25日，台師大召開校級教師評審委員會，重新審議周台英案件。校教評會確認周台英的言行已超出正常管教範圍，決議予以解聘，4年內不得聘任為教師。會中委員指出，抽血過程知情同意不足、非專業人員操作、傷害學生身心健康等問題，構成嚴重校園霸凌。對此，教育部表示，待收到台師大正式函報後，將依據《教師法》及《教育部教師解聘不續聘停聘資遣專案審議小組設置要點》審議。一旦經教育部核定解聘，周台英將因喪失教職員身分，不得申請退休與請領退休金。

### 案件擴大
獨立媒體《報導者》取得台師大研究倫理審查委員會調查報告，發現「國科會精準運科計畫」可能是冰山一角，近5年周台英、陳忠慶主導的研究案中，還有應送倫理審查委員會卻未送審的案件。台灣受試者保護協會理事長林綠紅表示，國科會應全面清查相關研究者論文。
7月29日，教育部召開記者會，指出陳忠慶、周台英指導的研究中，發現29件相關研究使用血液樣本，其中14件涉及學生陳情、民眾檢舉，除了台師大以外，國立台灣大學、台北市立大學亦牽涉其中，將派員實地查核。

## 外界反應

### 台師大教授劉錦璋
簡奇陞在Threads分享時任議員黃瓊慧去年針對事件的發文，並表示：「半年了，師大沒有道歉。」該校教授劉錦璋留言：「整個師大都要跟你道歉嗎？我是必修科運動生物力學的老師，我也要跟你道歉嗎？」引發眾人怒火，時代力量黨主席王婉諭也點名譴責。數日後，劉錦璋於Facebook社團發表聲明，反問「我到底『嗆什麼聲？』我罵到誰、傷害誰了？我該為誰道歉？」

### 台師大跆拳道隊案外案
本案進入調查階段後，自稱是台師大跆拳道隊的學長在網路留言曾被抽血，嗆簡奇陞「不爽就退隊」。台師大研究倫理審查委員會主委陳學志表示，教育部已來函要求清查運動競技與抽血相關研究計劃。

### 學術界
國立中央大學中文系助理教授胡川安批「這已經是世界級的醜聞了」，並指此案為集團犯罪。全國代理暨代課教師產業工會理事長黃湘仙在臉書上發文指出，足球圈已有聲音在攻擊吹哨者簡奇陞，呼籲教育圈前輩、同輩、後輩站出來支持且力邀簡奇陞到校實習、任教，強調「教育圈需要這麼優秀的簡老師」。
國科會主委吳誠文表示，體育學領域長期未重視師生的利益迴避問題，將從台師大一案開始加重懲罰，包括但不限於涉案科系學門停權。此外，他點出「師生關係」為權力不對等的癥結點，周台英的學位論文導師為陳忠慶，而陳忠慶也有教授，痛批「學生永遠要幫老師創造論文」的陋習。

### 體育界
中華職棒球員工會發表聲明，強調「學生運動員永遠不只是運動員，我們首先是人，是學生」，呼籲建立體育研究倫理審查制度。石明謹認為，台灣體育競技鮮少對此案發聲，可能意味著此現象不足為奇。

### 醫學界
台大醫院檢驗醫學部主治醫師徐思淳指出，成年人總血量約5000毫升，若抽血頻率過高，有貧血、瘀青或靜脈發炎等風險。醫事檢驗師公會全國聯合會則發出五點聲明，批本案疑違反《人體研究法》和《醫療法》，無視消毒等重要SOP、觸摸針頭導致「手部細菌全部都打到身體裡面去」，呼籲各學術研究單位遵守相關法規，保護受試者之自主權及健康安全。

### 律師界
律師賴瑩真表示，周台英違反《人體研究法》規定，最多為罰鍰、終止研究等行政處分，但是強迫抽血恐構成《中華民國刑法》強制罪、傷害罪等，更批「連調查報告到底調查出什麼結果都不知道，更把自己的國賠義務撇得乾乾淨淨，看到一所國立大學這樣對待自己的學生，實在令人遺憾痛心。」